# Marinhoa
La marinhoa est une race bovine du Portugal. C'est une race autochtone de trait reconvertie en race bouchère.

## Origine
La race marinhoa est issue d'un métissage entre mirandesa et minhota. Elle est élevée dans le district d'Aveiro, dans une zone humide. Le livre généalogique date de 1986, époque où 4 500 animaux étaient répertoriés. Les effectifs ont baissé jusqu'en 2010, 1 400 bovins, mais la population a recommencé à croitre et atteindre 3 200 individus.  

## Morphologie
Elle porte une robe froment clair à fauve et les taureaux ont des nuances plus sombres autour des yeux, des oreilles, du garrot et du fouet de la queue. Les orifices naturels sont sombres, et les cornes moyennes en lyre et de section elliptique.  
Elle est de bonne taille, 140 cm pour 600 kg chez la vache et 150 cm pour 850-1 000 kg chez le taureau. Sa morphologie est ample avec des épaules et fesses larges, une poitrine profonde et un abdomen volumineux. Les pattes sont musclées et solides. 

## Aptitudes
C'est une race rustique bien adaptée à son environnement humide hostile. Sa région d'origine est marécageuse et elle était anciennement élevée pour sa force de travail. Elle a été partiellement remplacée dans cette région à bon potentiel fourrager par la race laitière holstein. Deux types d'élevages se côtoient. Des animaux sont élevés en stabulation permanente et nourriture riche, herbe, foin, ensilage et compléments céréaliers et protéagineux sur de toutes petites exploitations ou sur d'anciennes exploitations laitières reconverties. En parallèle, de jeunes agriculteurs plus diplômés ont initié un élevage extensif moins productif basé sur la qualité du produit final.
Avec la mécanisation, elle est devenue une race à viande de grande qualité, ferme et légèrement humide. Après cuisson, elle donne un produit juteux, tendre et savoureux. Sa couleur est claire pour le veau, plus foncée suivant l'âge de l'animal. Une association d'éleveurs s'est imposé un cahier des charges pour obtenir une appellation d'origine protégée, « carne marinhoa », agrée en 2006.
Les vaches sont précoces avec un premier vêlage à 33 mois de moyenne et une bonne facilité de mise-bas. La lactation permet une croissance rapide des veaux passant de 46 kg à la naissance à 140 kg au sevrage à quatre mois. En revanche, l'intervalle entre vêlage est de 504 jours, ne permettant pas la moyenne d'un veau par an. Plus de 50 % des gestations sont issues d'insémination artificielle.

## Sources